# Carmenta Farra
I Carmenta Farra sono una struttura geologica della superficie di Venere.